# Östra Grevie socken
Östra Grevie socken i Skåne ingick i Oxie härad, ingår sedan 1974 i Vellinge kommun och motsvarar från 2016 Östra Grevie distrikt.
Socknens areal är 6,34 kvadratkilometer varav 6,03 land. År 2000 fanns här 652 invånare. Orten Möllevången samt tätorten Östra Grevie med sockenkyrkan Östra Grevie kyrka ligger i socknen. 

## Administrativ historik
Socknen har medeltida ursprung. 
Vid kommunreformen 1862 övergick socknens ansvar för de kyrkliga frågorna till Östra Grevie församling och för de borgerliga frågorna bildades Östra Grevie landskommun. Landskommunen uppgick 1952 i Månstorps landskommun som upplöstes 1974 då denna del uppgick i Vellinge kommun. Församlingen uppgick 2002 i Vellinge-Månstorps församling.
1 januari 2016 inrättades distriktet Östra Grevie, med samma omfattning som församlingen hade 1999/2000.  
Socknen har tillhört län, fögderier, tingslag och domsagor enligt vad som beskrivs i artikeln Oxie härad. De indelta soldaterna tillhörde Södra skånska infanteriregementet,  Skytts kompani och Skånska husarregementet, Arrie skvadron, Månstorps kompani.

## Geografi
Östra Grevie socken ligger norr om Trelleborg. Socknen är en odlad slättbygd på Söderslätt.

## Fornlämningar
Boplatser från stenåldern är funna. Från bronsåldern finns en gravhög.

## Namnet
Namnet skrevs i början av 1200-talet Gräfhöhä orientali ['östra'] och kommer från kyrkbyn. Namnet innehåller gravhög. Östra avser läget i förhållande till Mellan-Grevie..